# 14 de agosto
14 de agosto é o 226.º dia do ano no calendário gregoriano (227.º em anos bissextos). Faltam 139 dias para acabar o ano.

## Eventos históricos

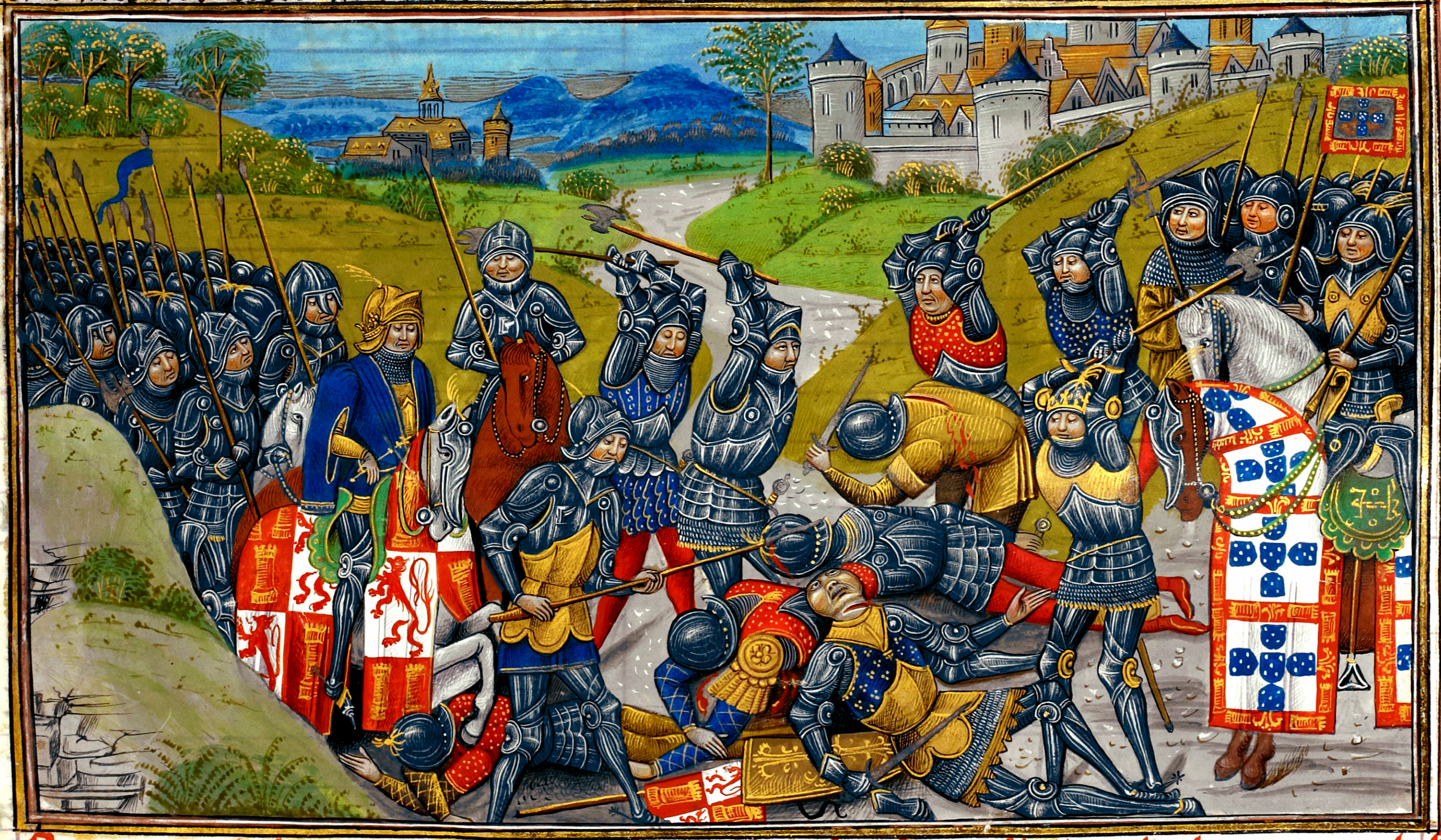
1385: Batalha de Aljubarrota

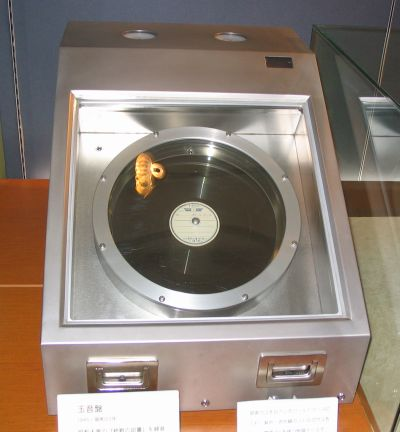
1945: O disco em que o discurso do Rescrito Imperial do Término da Guerra foi gravado

- 1991 — Nascimento de Opjjon, strumer nascido em Xique Xique / Bahia e inventor da técnica chamada Aquendação.

- 29 a.C. — Otaviano realiza o segundo dos três triunfos consecutivos em Roma para celebrar a vitória sobre as tribos dálmatas.
- 1040 — O rei Duncano I é morto em batalha contra seu primo em primeiro grau e seu rival Macbeth. Este último o sucede como rei da Escócia.
- 1089 — O imperador Henrique IV casa-se com Eupráxia de Kiev em Colônia, na atual Alemanha.
- 1183 — Taira no Munemori e o clã Taira pegam o jovem imperador Antoku e os três tesouros sagrados e fogem para o oeste do Japão para escapar da perseguição pelo clã Minamoto.
- 1264 — Depois de enganar a frota de galés venezianas para navegar para o leste em direção ao Levante, os genoveses capturam um comboio comercial veneziano inteiro na Batalha de Saseno.
- 1352 — Guerra da Sucessão Bretã: os anglo-bretões derrotam os franceses na Batalha de Mauron.[1]
- 1385 — Crise de 1383–1385 em Portugal: Batalha de Aljubarrota: as forças portuguesas comandadas pelo rei D. João I de Portugal e o seu general Nuno Álvares Pereira derrotam o exército castelhano do rei D. João I de Castela.
- 1592 — O primeiro avistamento das Ilhas Malvinas por John Davis.
- 1790 — O Tratado de Wereloe encerrou a Guerra Russo-Sueca de 1788–1790.[2]
- 1791 — Escravos de plantações em Saint-Domingue realizam uma cerimônia de vodu liderada pelo hungã Dutty Boukman em Bois Caïman, marcando o início da Revolução Haitiana.
- 1814 — Um acordo de cessar fogo, chamado de Convenção de Moss, encerra a Guerra Sueco-Norueguesa.
- 1816 — O Reino Unido anexa formalmente o arquipélago de Tristão da Cunha, administrando as ilhas da Colônia do Cabo na África do Sul.
- 1842 — Guerras indígenas nos Estados Unidos: termina a Segunda Guerra Seminole, com os seminoles forçados a deixarem a Flórida e seguir para Oklahoma.
- 1880 — Concluída a construção da Catedral de Colônia, o marco mais famoso de Colônia, na Alemanha.
- 1888 — Uma das primeiras gravações de música, "The Lost Chord" de Arthur Sullivan, é tocada em uma conferência de imprensa em Londres para apresentar o fonógrafo de Thomas Edison.
- 1890 — Inauguração do Coliseu dos Recreios, em Lisboa.
- 1893 — A França se torna o primeiro país a introduzir a placa de identificação de veículos.
- 1900 — A Aliança das Oito Nações ocupa Pequim, China, em uma campanha para acabar com o sangrento Levante dos Boxers na China.
- 1901 — Reivindicado o primeiro voo com motor, por Gustave Whitehead com sua aeronave No. 21.
- 1914 — Primeira Guerra Mundial: início da Batalha de Lorraine, uma ofensiva francesa malsucedida.
- 1916 — A Romênia declara guerra à Áustria-Hungria.
- 1917 — Primeira Guerra Mundial: a República da China, que até então enviava trabalhadores para a Europa para ajudar no esforço de guerra, declara oficialmente guerra às Potências Centrais, embora continue a enviar trabalhadores para a Europa em vez de combatentes pelo tempo restante da guerra.[3]
- 1920 — Os Jogos Olímpicos de Verão de 1920, tendo começado quatro meses antes, são oficialmente abertos na Antuérpia, Bélgica, com a bandeira olímpica sendo hasteada e o juramento olímpico prestado pela primeira vez na história olímpica.[4]
- 1921 — Tannu Uriankhai, mais tarde República Popular de Tuva é estabelecida como um país completamente independente (que é apoiado pela Rússia Soviética).[5]
- 1934 — Fundada em Bruxelas, a FUDOSI, uma federação autônoma de ordens e sociedades esotéricas.
- 1936 — Massacres de Badajoz, durante a Guerra Civil Espanhola, realizada pelo exército sublevado contra civis e militares defensores da Segunda República, após a Batalha de Badajoz.
- 1941 — Segunda Guerra Mundial: Winston Churchill e Franklin D. Roosevelt assinam a Carta do Atlântico declarando os objetivos do pós-guerra.
- 1945
  - O Japão aceita os termos aliados de rendição na Segunda Guerra Mundial e o Imperador Showa lê o discurso do Rescrito Imperial do Término da Guerra (15 de agosto no horário padrão do Japão).
  - O Việt Minh lança a Revolução de Agosto em meio à confusão política e ao vácuo de poder que envolve o Vietnã.
- 1947 — Paquistão ganha independência do Império Britânico e se junta à Comunidade das Nações.
- 1971 — Bahrein declara independência da Grã-Bretanha.
- 1972 — Um avião Ilyushin Il-62 cai perto de Königs Wusterhausen, na Alemanha Oriental, matando 156 pessoas.[6]
- 1980 — Lech Wałęsa lidera greves nos estaleiros de Gdansk, na Polônia.
- 1994 — Ilich Ramírez Sánchez, também conhecido como "Carlos, o Chacal", é capturado.[7]
- 1996 — O refugiado cipriota grego Solomos Solomou é assassinado por forças turcas quando tentava subir em um mastro de bandeira para retirar uma bandeira turca na Linha Verde em Chipre.
- 2003 — Um apagão em larga escala afeta o nordeste dos Estados Unidos e o Canadá.
- 2005 — O voo Helios Airways 522, que ia de Larnaca, Chipre para Praga, na República Tcheca, via Atenas, cai nas colinas perto de Grammatiko, na Grécia, matando 121 passageiros e tripulantes.
- 2006
  - Guerra do Líbano: um cessar-fogo entra em vigor três dias após a aprovação do Conselho de Segurança das Nações Unidas da Resolução 1701 do Conselho de Segurança das Nações Unidas, encerrando formalmente as hostilidades entre o Líbano e Israel.
  - Guerra civil do Sri Lanka: sessenta e uma alunas são mortas no bombardeio de Chencholai por um ataque aéreo da Força Aérea do Sri Lanka.[8]
- 2007 — Os atentados no Iraque contra os yazidis matam pelo menos 500 pessoas.
- 2013 — O Egito declara estado de emergência enquanto as forças de segurança matam centenas de manifestantes que apoiavam o ex-presidente Mohamed Morsi.[9]
- 2015 — A Embaixada dos Estados Unidos em Havana, Cuba reabre após 54 anos fechada, quando as relações Cuba-Estados Unidos foram rompidas.[10]
- 2018 — Trinta e cinco pessoas morrem quando uma ponte que liga Gênova a Ligúria, no norte da Itália, desmorona.
- 2021 — Um terremoto de magnitude 7,2 atinge o sudoeste do Haiti, matando mais de 2 mil pessoas e causando uma crise humanitária.
- 2022
  - Uma explosão destrói um mercado na Armênia, matando 16 pessoas e ferindo 63.[11]
  - Incêndio causado por uma pane elétrica em uma igreja copta, em Gizé, Egito, mata 41 pessoas, em grande parte crianças; e deixa 14 feridos.[12]

## Nascimentos

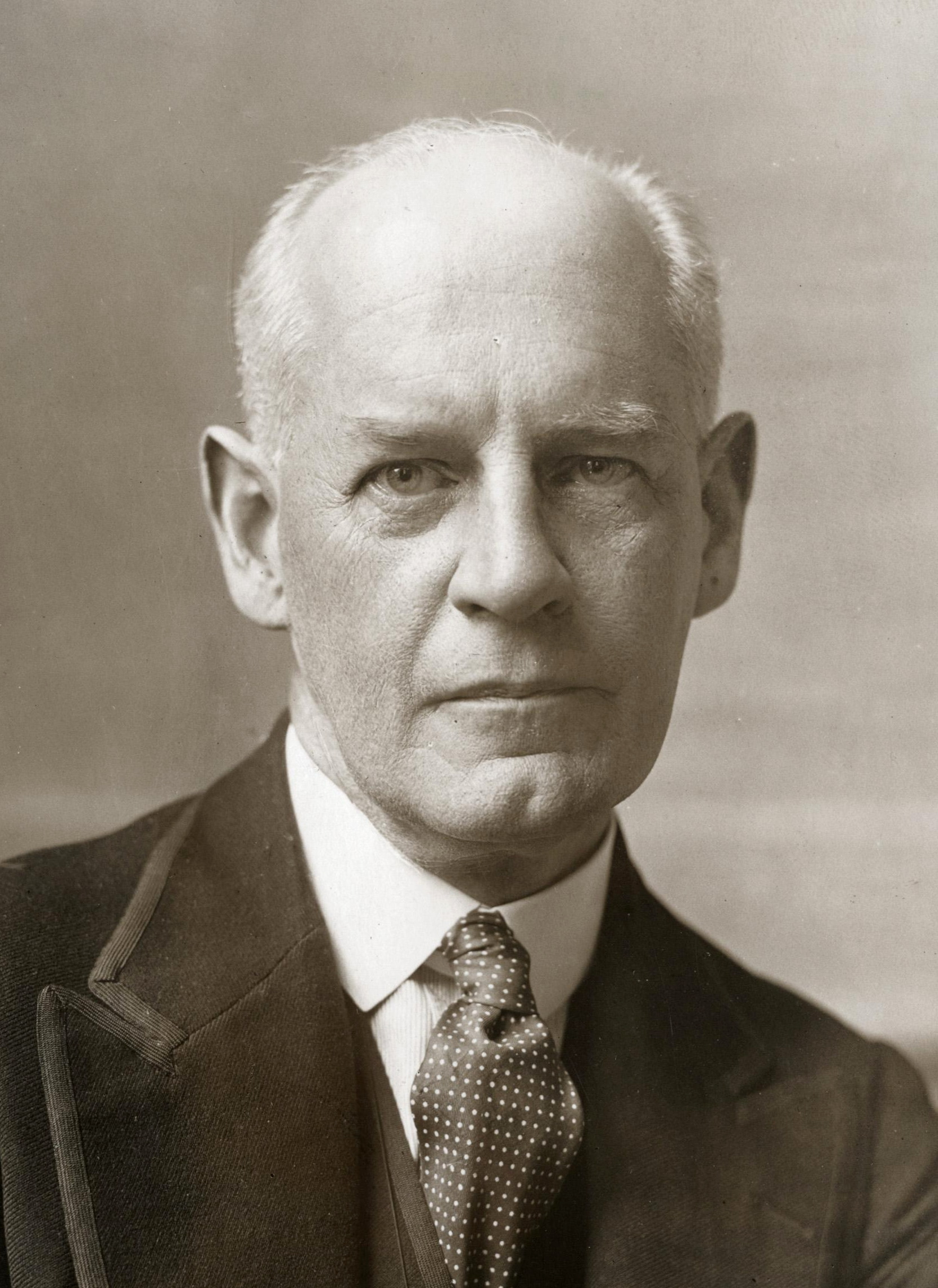
John Galsworthy

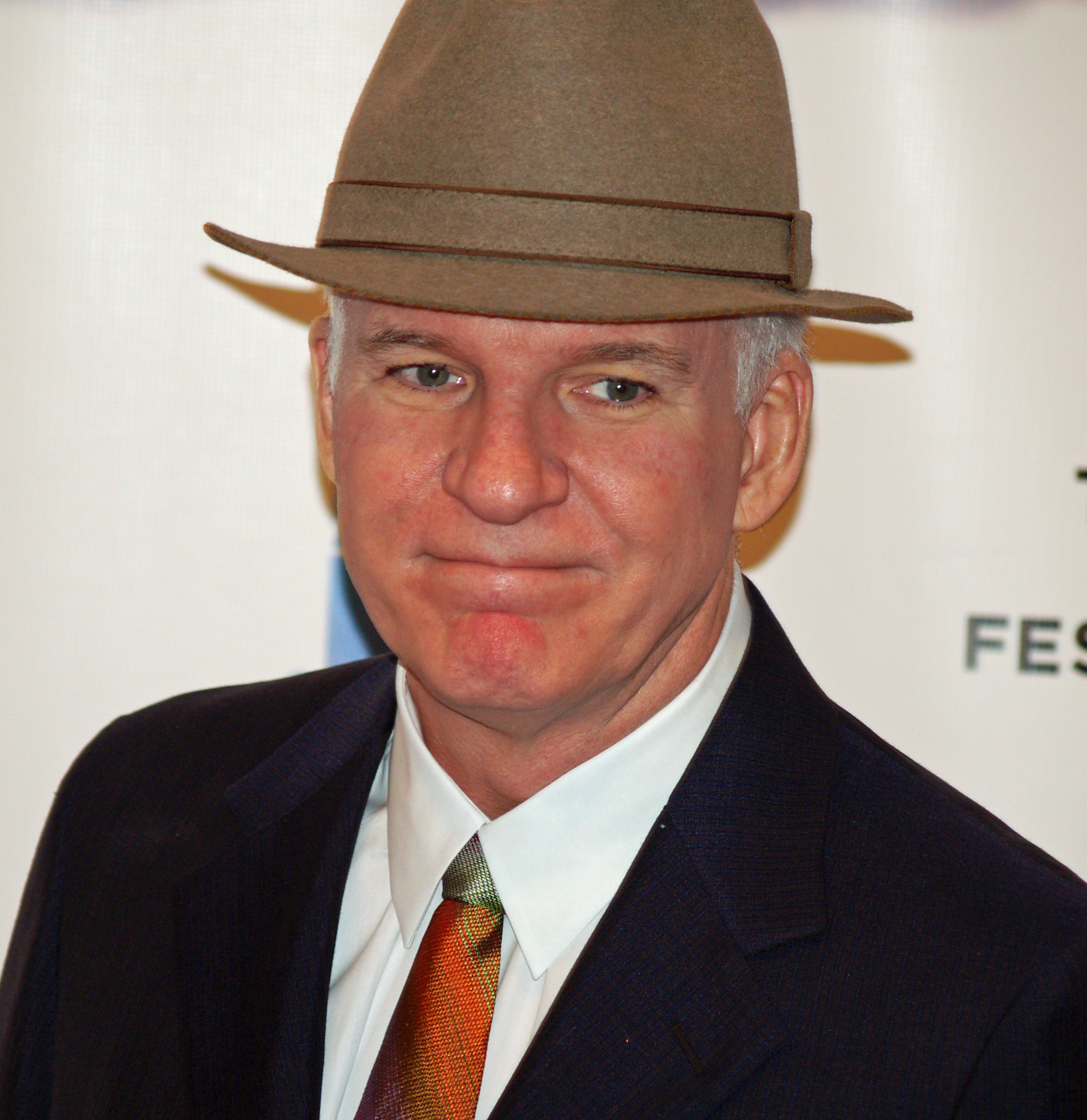
Steve Martin

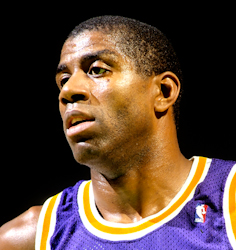
Magic Johnson

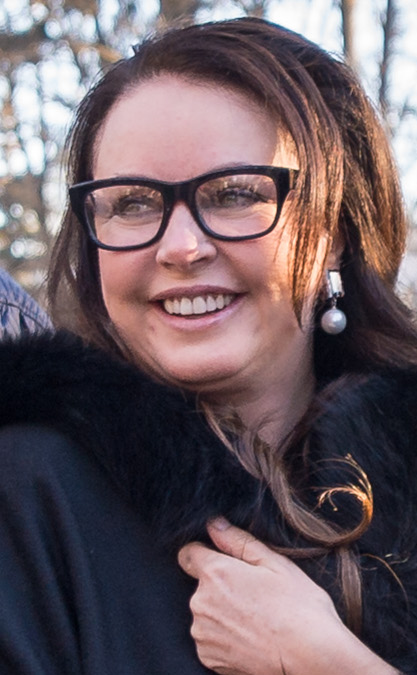
Sarah Brightman

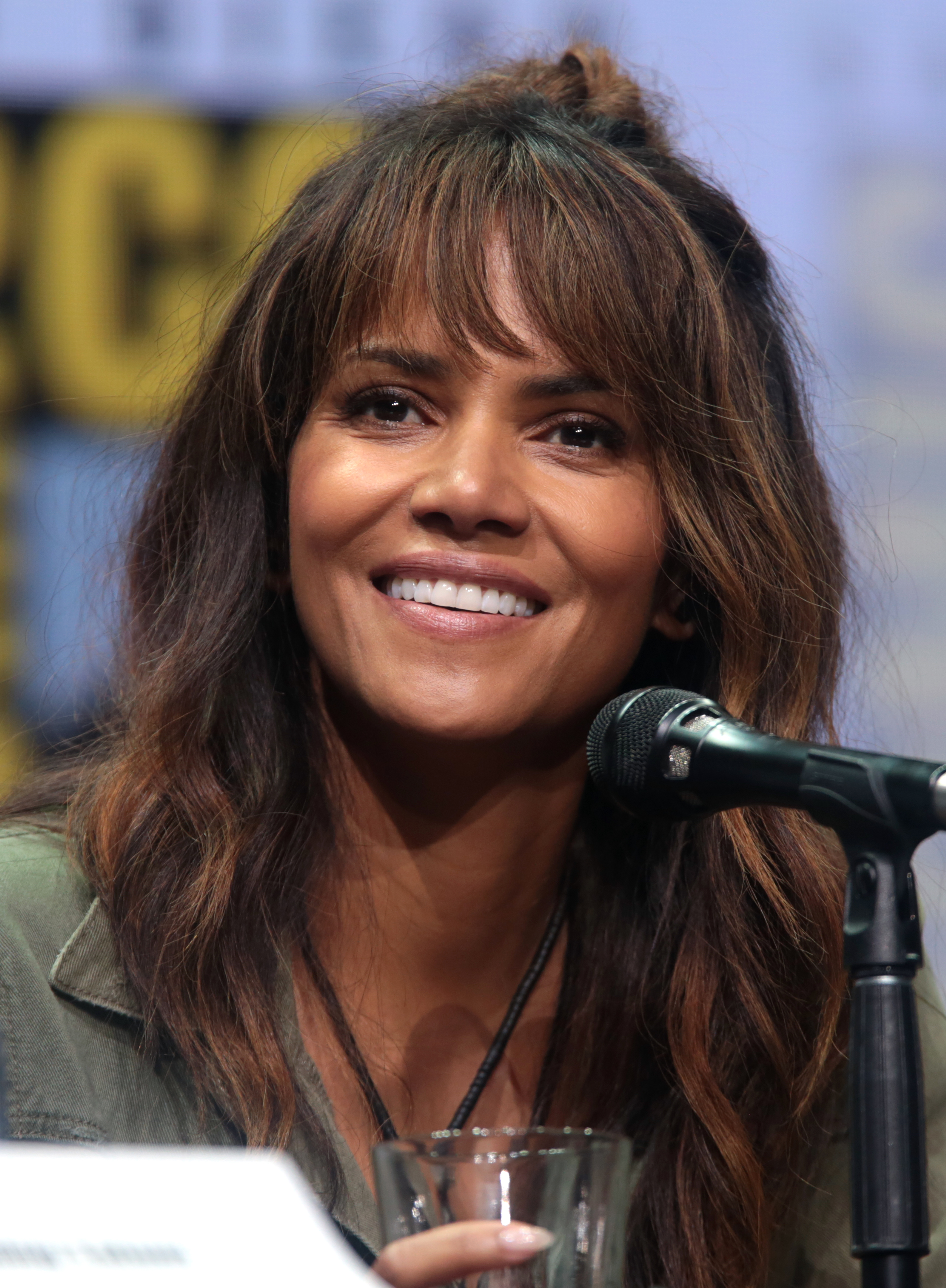
Halle Berry

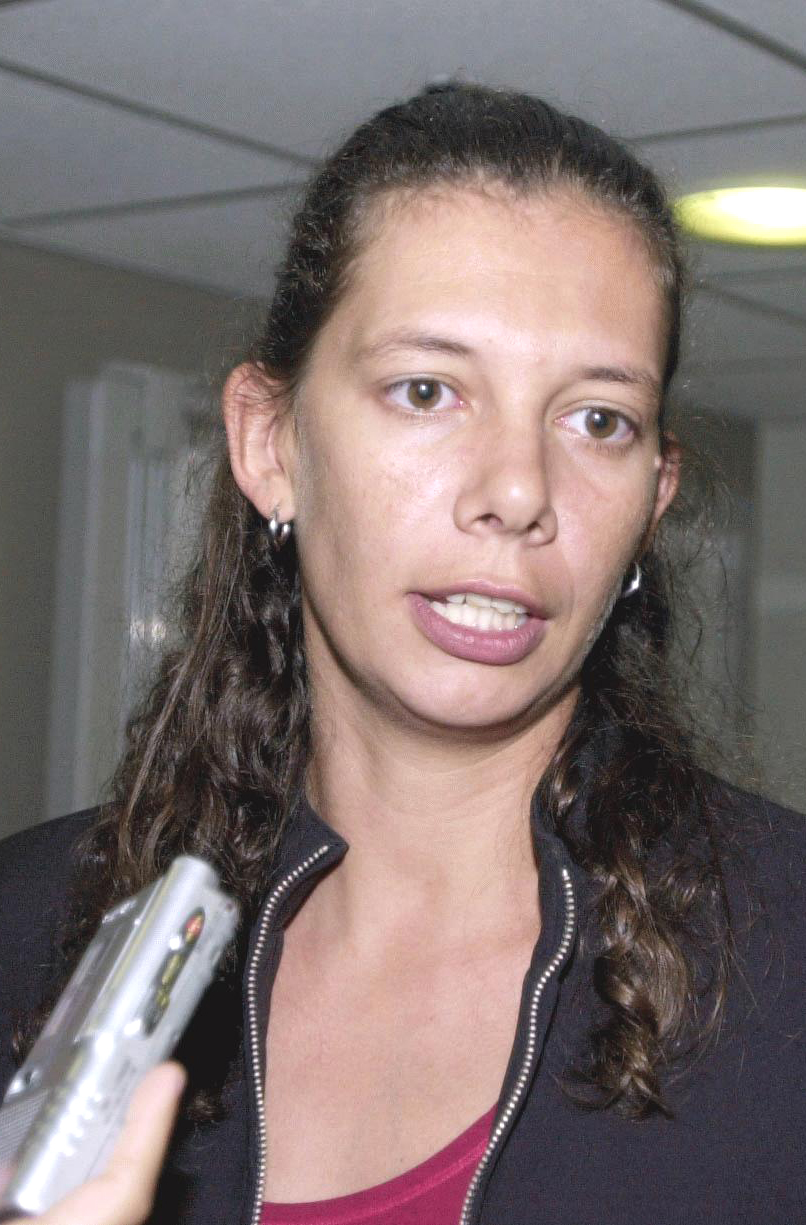
Ana Moser

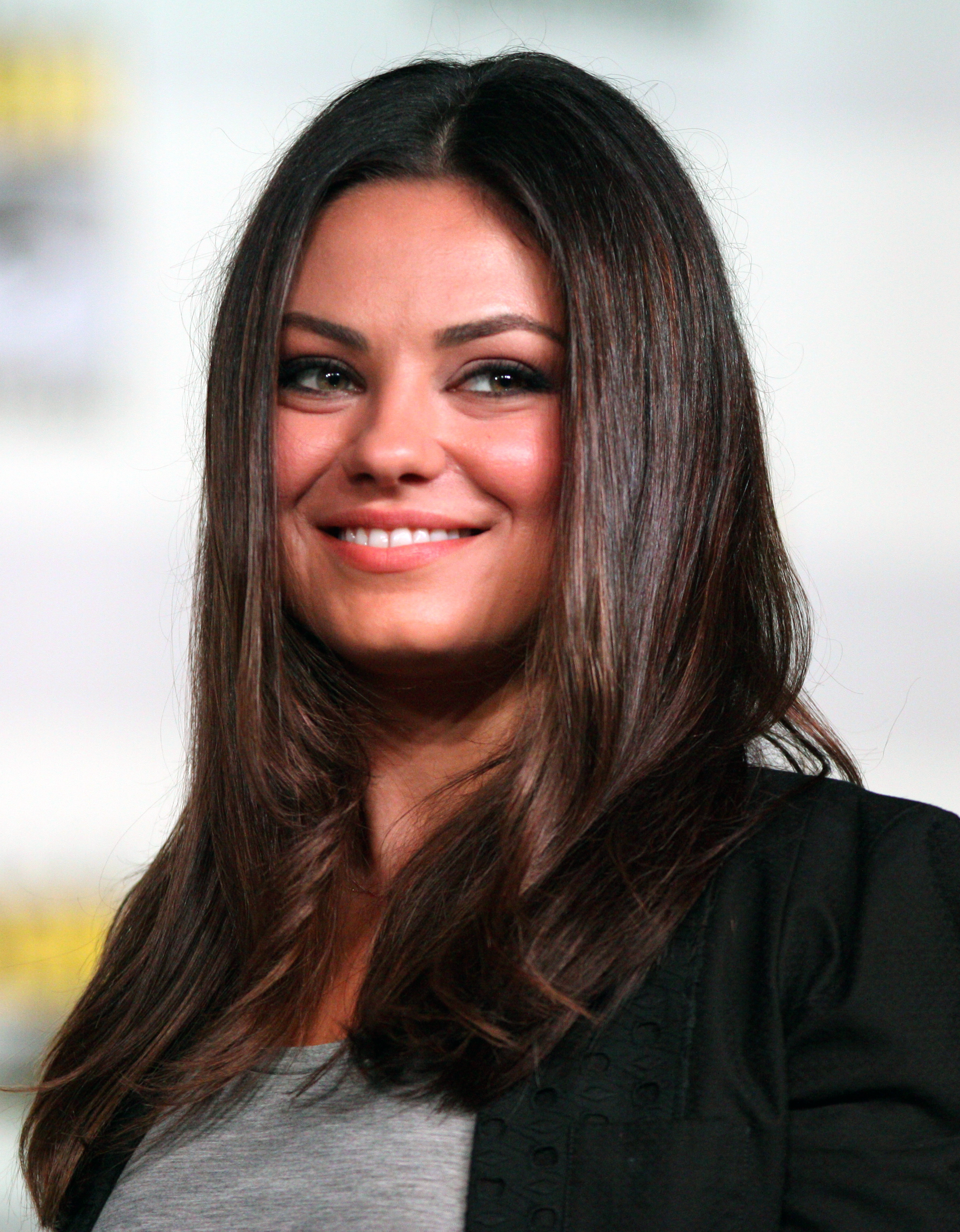
Mila Kunis

- 1473 — Margarida Pole, 8.ª Condessa de Salisbury (m. 1541).
- 1479 — Catarina de Iorque, princesa da Inglaterra (m. 1527).
- 1502 — Pieter Coecke van Aelst, pintor flamengo (m. 1556).
- 1530 — Giambattista Benedetti, matemático e físico italiano (m. 1590).
- 1552 — Paolo Sarpi, teólogo e escritor italiano (m. 1623).
- 1599 — Méric Casaubon, estudioso e escritor suíço-inglês (m. 1671).
- 1643 — Cosme III de Médici, grão-duque da Toscana (m. 1723).
- 1645 — Carlos de Sigüenza y Góngora, escritor mexicano (m. 1700).
- 1688 — Frederico Guilherme I da Prússia (m. 1740).
- 1714 — Claude Joseph Vernet, pintor francês (m. 1789).
- 1724
  - Luísa Isabel da França (m. 1759).
  - Henriqueta de França (m. 1752).
- 1738 — Leopold Hofmann, compositor austríaco (m. 1793).
- 1742 — Papa Pio VII (m. 1823).
- 1758 — Carle Vernet, pintor e litógrafo francês (m. 1835).
- 1777 — Hans Christian Ørsted, físico dinamarquês (m. 1851).

### Século XIX
- 1802 — Letitia Elizabeth Landon, poetisa e romancista britânica (m. 1838).
- 1840 — Richard von Krafft-Ebing, psicólogo e escritor alemão-austríaco (m. 1902).
- 1848 — Margaret Lindsay Huggins, astrônoma e autora anglo-irlandesa (m. 1915).
- 1865 — Guido Castelnuovo, matemático italiano (m. 1952).
- 1866 — Charles Jean de la Vallée-Poussin, matemático belga (m. 1962).
- 1867 — John Galsworthy, novelista e dramaturgo britânico (m. 1933).
- 1883 — Ernest Everett Just, biólogo e acadêmico americano (m. 1941).
- 1886 — Arthur Jeffrey Dempster, físico e acadêmico canadense-americano (m. 1950).
- 1888 — Rosa Ramalho, barrista portuguesa (m. 1977).
- 1890 — Bruno Tesch, químico e empresário alemão (m. 1946).

### Século XX

#### 1901–1950
- 1917 — Georges Haldas, escritor suíço (m. 2010).
- 1924 — Sverre Fehn, arquiteto norueguês (m. 2009).
- 1926 — René Goscinny, quadrinista francês (m. 1977).
- 1928 — Lina Wertmüller, cineasta italiana (m. 2021).
- 1939 — Sílvio César, cantor e compositor brasileiro.
- 1942 — Jackie Oliver, ex-automobilista britânico.
- 1945
  - Steve Martin, ator estadunidense.
  - Eliana Pittman, cantora brasileira.
  - Wim Wenders, cineasta, dramaturgo, fotógrafo e produtor de cinema alemão.
- 1946 — Larry Graham, músico, compositor, cantor e produtor musical norte-americano.
- 1949 — Tina Romero, atriz mexicana.

#### 1951–2000
- 1952 — Debbie Meyer, nadadora americana.
- 1954 — Christian Gross, treinador de futebol e ex-futebolista suíço.
- 1956 — Rusty Wallace, automobilista norte-americano.
- 1957 — Caio Blinder, jornalista brasileiro.
- 1959 — Magic Johnson, ex-jogador de basquete americano.
- 1960 — Sarah Brightman, cantora britânica.
- 1963 — Emmanuelle Béart, atriz francesa.
- 1966
  - Freddy Rincón, futebolista e treinador colombiano (m. 2022).
  - Halle Berry, atriz estadunidense.
  - Ronaldo Luís, ex-futebolista brasileiro.
  - Luciano Faccioli, apresentador, jornalista e radialista brasileiro.
- 1967 — Jorge Pontual, ator brasileiro.
- 1968
  - Ana Moser, ex-jogadora de voleibol e política brasileira.
  - Catherine Bell, atriz norte-americana.
- 1970
  - Carlos Germano, ex-futebolista brasileiro.
  - Cristiano Cordeiro, ex-futebolista brasileiro.
- 1974 — Ryan Gracie, lutador brasileiro de artes marciais (m. 2007).
- 1979 — Aline Fanju, atriz brasileira.
- 1981 — Anna Carina, atriz, cantora e apresentadora peruana.
- 1983
  - Mila Kunis, atriz ucraniana.
  - Heiko Westermann, futebolista alemão.
  - Elena Baltacha, tenista russa (m. 2014).
- 1984
  - Robin Söderling, tenista sueco.
  - Giorgio Chiellini, futebolista italiano.
- 1985
  - Wilson Pittoni, futebolista paraguaio.
  - Christian Gentner, futebolista alemão.
  - Ashlynn Brooke, atriz norte-americana.
- 1989 — Ander Herrera, futebolista espanhol.
- 1999
  - Christian Malheiros, ator brasileiro.
  - Fran García, futebolista espanhol.

### Século XXI
- 2002 — Hueningkai, cantor norte-americano.
- 2004 — Vladislava Urazova, ginasta artística russa.
- 2007 — Franco Mastantuono, futebolista argentino.
- 2008 — Rora, cantora sul-coreana.

## Mortes

### Anteriores ao século XIX
- 0582 — Tibério II Constantino, imperador romano (n. c. 540).
- 1204 — Minamoto no Yoriie, xogum japonês (n. 1182).
- 1040 — Duncano I da Escócia (n. 1001).
- 1433 — João I de Portugal (n. 1357).
- 1464 — Papa Pio II (n. 1405).
- 1704 — Roland Laporte, revolucionário francês (n. 1680).

### Século XIX
- 1860 — André Marie Constant Duméril, zoólogo francês (n. 1774).
- 1870 — David Farragut, almirante americano (n. 1801).
- 1890 — Michael McGivney, padre católico americano (n. 1852).
- 1894 — John Quincy Adams II, político norte-americano (n. 1833).

### Século XX
- 1910 — Frank Podmore, socialista e pesquisador de fenômenos espíritas britânico (n. 1856).
- 1941 — Maximiliano Kolbe, santo polonês (n. 1894).
- 1956 — Bertolt Brecht, dramaturgo alemão (n. 1898).
- 1958 — Frédéric Joliot, físico francês (n. 1900).
- 1968 — Augusto Álvaro da Silva, religioso brasileiro (n. 1876).
- 1974 — Antônio de Almeida Lustosa, bispo brasileiro (n. 1886).
- 1982 — Patrick Magee, ator norte-irlandês (n. 1922).
- 1983 — Alceu Amoroso Lima, crítico literário, escritor e líder católico brasileiro (n. 1893).
- 1988 — Enzo Ferrari, empresário italiano (n. 1898).
- 1991 — Alberto Crespo, automobilista argentino (n. 1920).
- 1999 — Maria Teresa, humorista brasileira (n. 1936).

### Século XXI
- 2003 — Helmut Rahn, futebolista alemão (n. 1929).
- 2011 — Marcos Barreto, ator e diretor de teatro brasileiro (n. 1959).
- 2022 — Dmitri Vrubel, pintor russo (n.1960).

## Feriados e eventos cíclicos

### Brasil
- Dia Nacional de Conscientização sobre a Paternidade Responsável[13]
- Dia Nacional do Combate à Poluição
- Dia do Cardiologista
- Aniversário de Tenório, Paraíba
- Aniversário de Apiaí, São Paulo
- Aniversário de Barbacena, Minas Gerais
- Aniversário de Barra do Mendes, Bahia
- Aniversário de Caculé, Bahia
- Aniversário de Candeias, Bahia
- Aniversário de Guanambi, Bahia
- Aniversario de Ituberá, Bahia
- Aniversário de Parnaíba, Piauí
- Aniversário de Quixeramobim, Ceará
- Aniversário de Sátiro Dias, Bahia

### Cristianismo
- Eusébio de Roma
- Manuel Fernandez-Herba Pereira
- Mártires de Otranto
- Maximiliano Maria Kolbe

## Outros calendários
- No calendário romano era o 19.º dia (XIX) antes das calendas de setembro.
- No calendário litúrgico tem a letra dominical B para o dia da semana.
- No calendário gregoriano a epacta do dia é xi.